# Amitav Ghosh

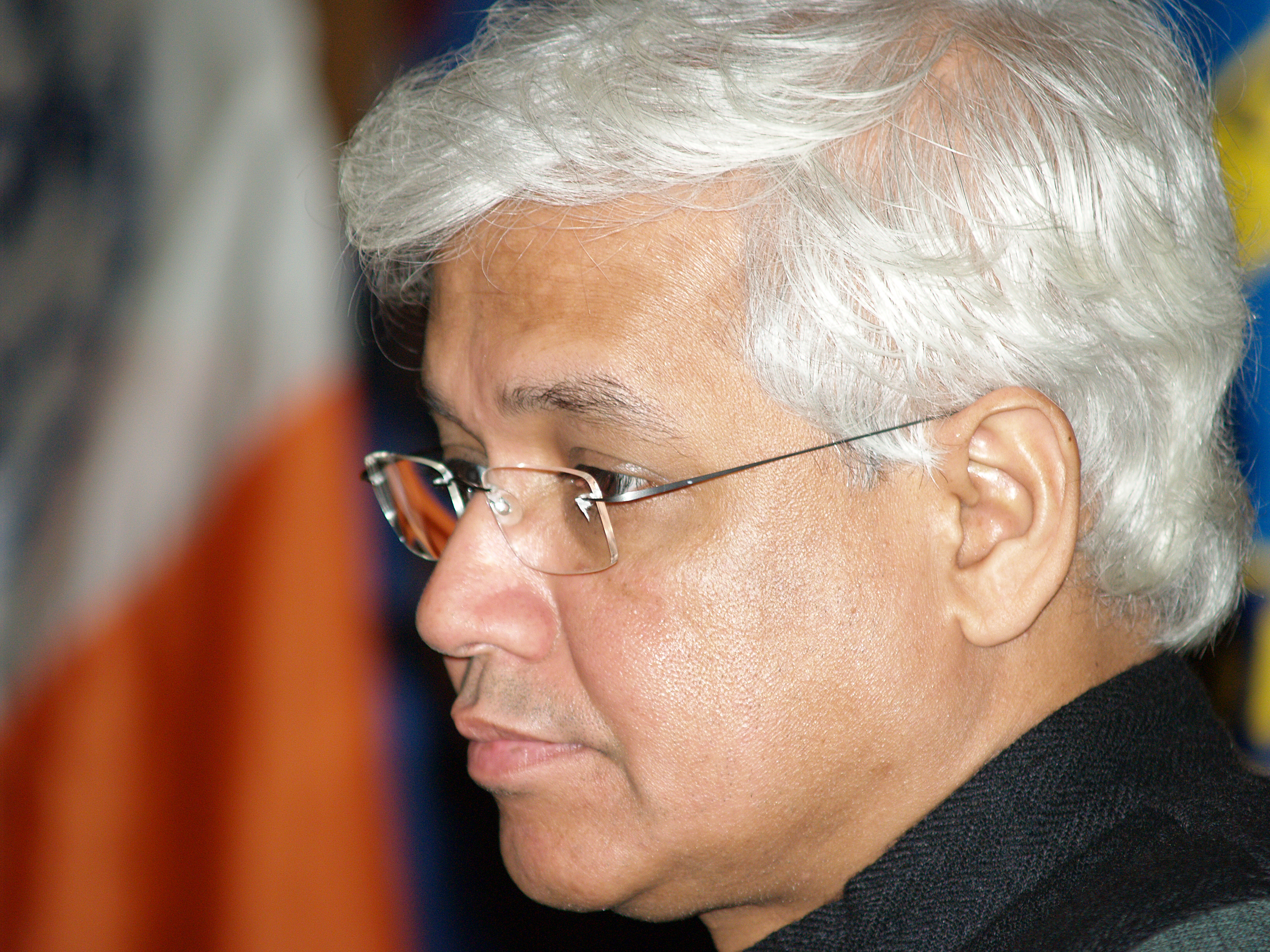
Amitav Ghosh

Amitav Ghosh (ur. w 1956 w Kalkucie) – hindusko-bengalski pisarz tworzący głównie science-fiction. 
Laureat Nagrody im. Arthura C. Clarke’a (1997) za powieść The Calcutta Chromosome. W 2008 za Sea of Poppies nominowany do Nagrody Bookera (otrzymał ją inny Indus – Aravind Adiga).
Zasiadał w jury konkursu głównego na 58. MFF w Wenecji (2001).

## Twórczość
- 2008 – Sea of Poppies
- 2004 – The Hungry Tide (pol. Żarłoczny przypływ)
- 2000 – The Glass Palace (pol. Szklany pałac)
- 1996 – The Calcutta Chromosome (pol. Chromosom z Kalkuty)
- 1990 – The Shadow Lines
- 1986 – The Circle of Reason (pol. Koło rozumu)

## Odznaczenia
- Order Padma Shri (2007)